# Mitja Mežnar
Mitja Mežnar (* 30. Juni 1988 in Kranj) ist ein ehemaliger slowenischer Skispringer.

## Werdegang
Mežnar wurde 2005 und 2007 als Mitglied des slowenischen Teams Juniorenweltmeister im Mannschaftsspringen von der Normalschanze. Im Dezember 2007 gab er im schweizerischen Engelberg sein Debüt im Weltcup. Bei den Slowenischen Meisterschaften im Skispringen 2009 in Kranj sprang er im Einzel auf den 10. und im Teamspringen auf den 4. Platz. Bei der Vierschanzentournee 2009/10 belegte er beim Auftaktspringen in Oberstdorf den 18. Platz als drittbester Slowene hinter Jernej Damjan und Robert Kranjec. Bei den Olympischen Winterspielen 2010 in Vancouver erreichte er von der Großschanze den 29. Platz und gemeinsam mit Primož Pikl, Peter Prevc und Robert Kranjec im Teamspringen den 8. Platz. Seine bislang beste Einzelplatzierung erreichte er am 15. Januar 2011, als er in Sapporo auf Rang 16 sprang.
Bei der Nordischen Skiweltmeisterschaft 2011 in Oslo erreichte Mežnar von der Normalschanze den 40. Platz und mit der Mannschaft von der Normalschanze den sechsten Platz.
Im Sommer 2011 startete Mežnar mit einem guten 15. Platz in Kranj in den Sommer-Continental Cup. Wenig später wechselte er in den Skisprung-Grand-Prix 2011. In Szczyrk sprang er dabei als 28. knapp in die Punkteränge. Nachdem er auch in Courchevel, Hakuba und als 12. in Almaty deutlich Punkte gewinnen konnte, beendete er den Grand Prix auf dem 45. Gesamtrang.
In die Saison 2011/12 startete Mežnar im Continental Cup. Dabei erreichte er beim Auftaktspringen Rovaniemi als Achter auf Anhieb eine Top-10-Platzierung. In Almaty verpasste er als Vierter nur knapp das Podest. Auch in Erzurum sprang er zweimal auf diesen Rang. Daraufhin wechselte er wieder in den A-Kader, verpasste aber in allen Springen der Vierschanzentournee 2011/12, die er auf Rang 41 der Gesamtwertung abschloss, die Weltcup-Punkteränge. Zurück im B-Kader gelang ihm in Sapporo erneut der Sprung auf den vierten Rang. Im Februar stand er als Zweiter in Oslo auf dem Podium und auch in Wisła konnte er als Dritter einen weiteren Podestplatz feiern.
Bei der Winter-Universiade 2013 in Predazzo gewann er im Teamspringen von der Normalschanze die Bronzemedaille. Zur Skisprung-Continental-Cup 2013/14 gehört Mežnar aufgrund der hohen Leistungsdichte im slowenischen Team wieder zum B-Kader im Continental Cup und sprang dabei in allen Springen im Januar 2014 in die Punkteränge. 2016 bestritt Mežnar seine letzten internationalen Wettbewerbe.
Am 22. März 2017 gelang ihm als Vorspringer in Planica mit 198 Metern seine persönliche Bestweite. 2019 gab er die Sportlaufbahn endgültig auf und nahm eine Stelle beim Arbeitsamt seiner Geburtsstadt an. Zuvor hatte er sich vergeblich um eine Stelle beim Slowenischen Skiverband beworben.
Mežnar litt während seiner Laufbahn lange unter Knieproblemen und wurde viermal operiert.

## Erfolge

### Weltcup-Platzierungen
| Saison  | Platz | Punkte |
| ------- | ----- | ------ |
| 2008/09 | 57.   | 020    |
| 2009/10 | 44.   | 064    |
| 2010/11 | 57.   | 021    |

### Grand-Prix-Platzierungen
| Saison | Platz | Punkte |
| ------ | ----- | ------ |
| 2008   | 70.   | 009    |
| 2009   | 21.   | 081    |
| 2010   | 48.   | 020    |
| 2011   | 45.   | 045    |

### Vierschanzentournee-Platzierungen
| Saison  | Platz | Punkte |
| ------- | ----- | ------ |
| 2008/09 | 41.   | 311    |
| 2009/10 | 29.   | 598    |
| 2011/12 | 41.   | 394    |